# Alenka Kejžar
Alenka Kejžar, slovenska plavalka, * 15. februar 1979. 
Njen oče je Bogdan Kejžar, profesor matematike na Gimnaziji Kranj.

## Rezultati
- udeleženka olimpijskih iger 1996 v Atlanti
- udeleženka olimpijskih iger 2000 v Sydneyju
- udeleženka olimpijskih iger 2004 v Atenah
- 3. mesto na evropskem prvenstvu leta 2002 v Berlinu na 200 m mešano
- 2. mesto na evropskem prvenstvu leta 2004 v Madridu na 200 m prsno
- 1. mesto leta 2003 na 200 m mešano